# Foire du livre d'Helsinki
La foire du livre d'Helsinki (en finnois : Helsingin kirjamessut) est organisée annuellement en octobre au Centre des congrès d'Helsinki depuis 2001.

## Pays hôte
| Date | Pays hôte       | Réf.   |
| ---- | --------------- | ------ |
| 2006 | Grande-Bretagne |        |
| 2007 | Norvège         |        |
| 2009 | Suède           | [ 2 ]  |
| 2010 | France          | [ 3 ]  |
| 2011 | Estonie         | [ 4 ]  |
| 2012 | Hongrie         | [ 5 ]  |
| 2013 | Allemagne       | [ 6 ]  |
| 2014 | Italie          | [ 7 ]  |
| 2015 | Russie          | [ 8 ]  |
| 2016 | Pays nordiques  | [ 9 ]  |
| 2017 | Finlande        | [ 10 ] |
| 2018 | États-Unis      |        |
| 2019 | France          |        |